# Challenger de París 2024
El Trophée Clarins 2024 fue un torneo de tenis profesional jugado en canchas de tierra batida. Se trató de la 3.ª edición del torneo que formó parte de los Torneos WTA 125s en 2024. Se llevó a cabo en París, Francia, entre el 13 al 19 de mayo de 2024.

## Cabezas de serie

### Individuales
| Tenista            | Ranking | Preclasificada |
| Emma Navarro       | 22      | 1              |
| Katie Boulter      | 28      | 2              |
| Leylah Fernandez   | 34      | 3              |
| Sloane Stephens    | 35      | 4              |
| Kateřina Siniaková | 36      | 5              |
| Yuan Yue           | 38      | 6              |
| Clara Burel        | 45      | 7              |
| Arantxa Rus        | 49      | 8              |

- Ranking del 6 de mayo de 2024.

### Dobles
| Tenista                       | Ranking | Preclasificada |
| Cristina Bucșa Vera Zvonareva | 36      | 1              |
| Ulrikke Eikeri Ingrid Neel    | 61      | 2              |

## Campeonas

### Individuales femeninos
Diana Shnaider venció a  Emma Navarro por 6-2, 3-6, 6-4

### Dobles femenino
Asia Muhammad /  Aldila Sutjiadi vencieron a  Monica Niculescu /  Zhu Lin por 7-6(3), 4-6, [11-9]